# Saxifraga iranica
Saxifraga iranica är en stenbräckeväxtart som beskrevs av Joseph Friedrich Nicolaus Bornmüller. Saxifraga iranica ingår i Bräckesläktet som ingår i familjen stenbräckeväxter. Inga underarter finns listade i Catalogue of Life.

## Bildgalleri

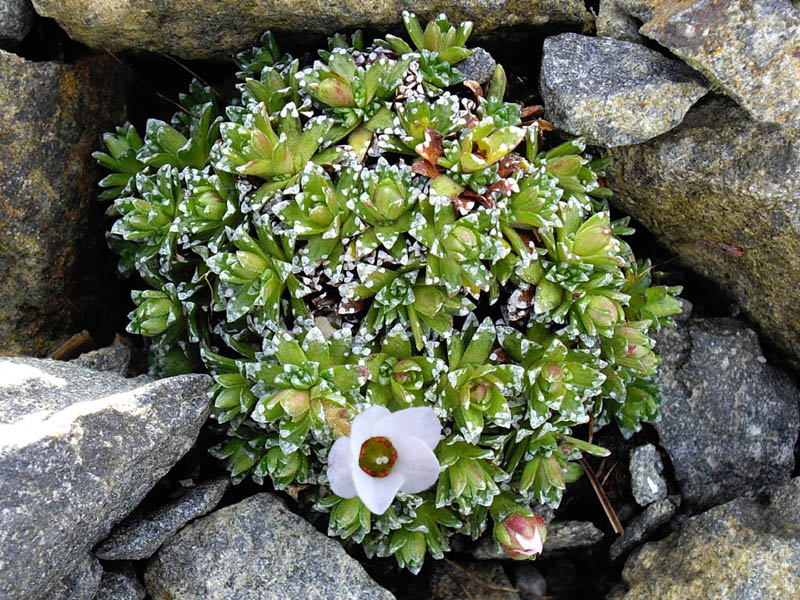
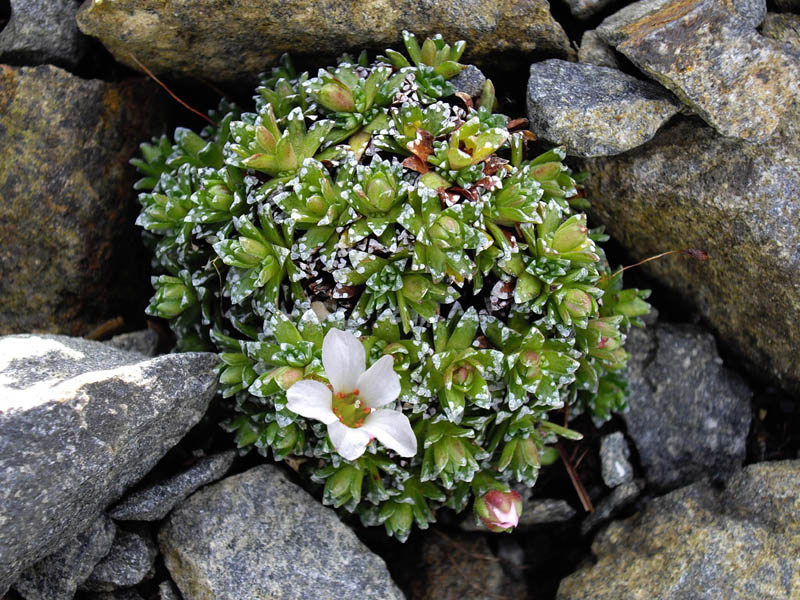
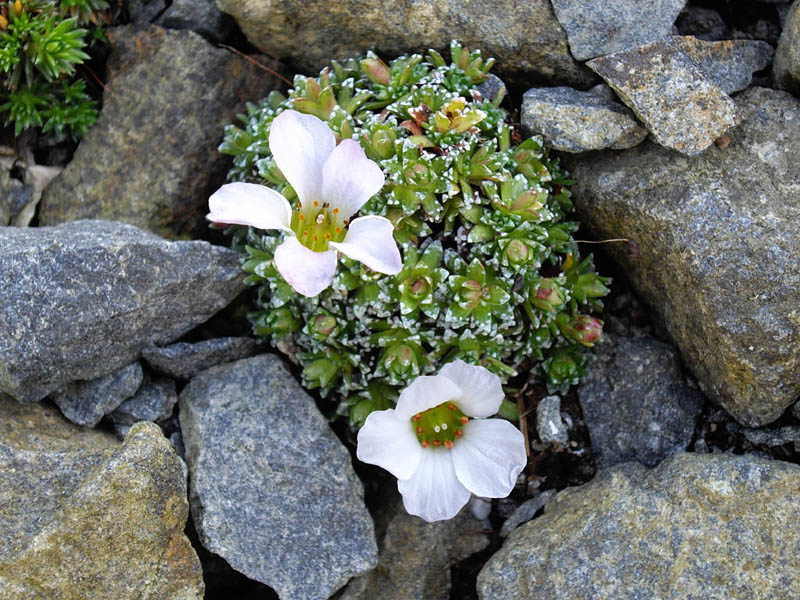
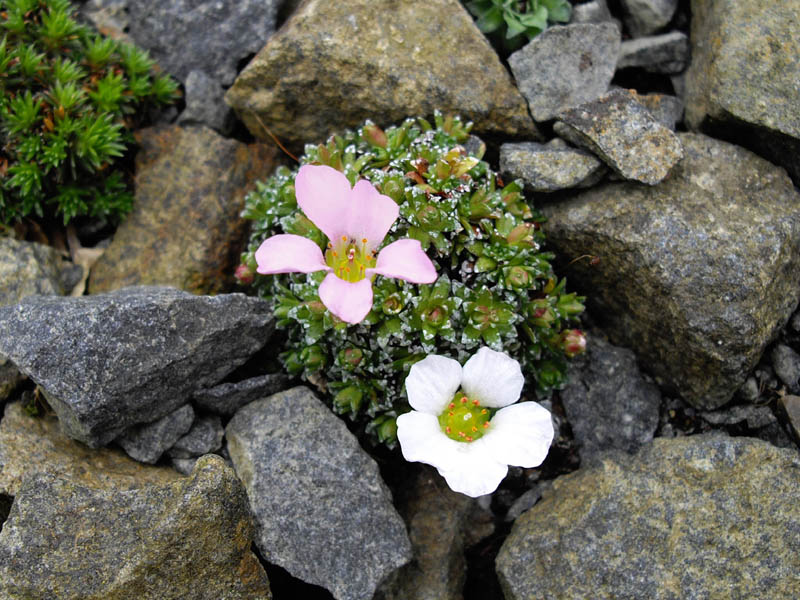